# リベラルホーク
リベラルホーク（英: Liberal hawk）は、タカ派的かつ介入主義的な外交政策を支持する（一般的にはアメリカの尺度で）政治的にリベラルな人物を指す。

## 概要
歴代アメリカ大統領の中でフランクリン・D・ルーズベルト、ハリー・S・トルーマン、ジョン・F・ケネディ、リンドン・B・ジョンソンは、アメリカを世界一の軍事大国へと押し上げる役割を果たしたことから、リベラルホークと評されてきた。いわゆるクリントン・ドクトリンもまた、このビジョンに合致したものとみなすことができる。近年この用語は、2003年にアメリカ議会が承認し、ジョージ・W・ブッシュ大統領が命じたイラク侵攻の決定を支持した、あるいは現在も支持しているリベラル派を指す言葉として最も頻繁に使われている。この侵攻は、あらゆる政治的立場の人々の間で物議を醸した。2002年12月、アメリカのリベラル派はイラク戦争に踏み切ることが正しい判断か葛藤しており、そして、リベラルな国際主義という彼らの哲学──すなわち軍事介入の支持──に従って、イラク戦争を支持すべきだと考える者もいた。
リベラルホークの視座をプロモートするものとして引用されている文書のひとつが、2003年10月に進歩政策研究所が出版した『進歩的国際主義: 民主的国家安全保障戦略』である 。このスタンスに関連するもう一つの文書としては、2003年2月に米国社会民主党がブッシュ大統領に送った書簡があり、サダム・フセイン政権の軍事的転覆を強く主張している。
2004年1月、ポール・バーマン、トーマス・フリードマン、クリストファー・ヒッチェンス、ジョージ・パッカー、ケネス・ポラック、ジェイコブ・ワイズバーグ、ファリード・ザカリア、フレッド・カプランが5日間のオンライン・フォーラム『リベラル・ホークがイラク戦争を再考する』に参加し、サダム・フセイン政権に対する軍事行動を提唱したことが正しかったかどうかを議論した。開催時点でカプランは以前のイラク戦争に対する支持を放棄していた。しかし、彼を除く参加者の一般的なコンセンサスは「イラクに大量破壊兵器は存在しないものの、依然としてイラク戦争は人道的理由から正当化できる」というものであった。
政治学者たちは、リベラル派は保守派からの「『軟弱』であり、外国の敵対勢力に宥和的な傾向がある」との批判や非難に対抗するためにタカ派的になりやすい、と主張する。また、自分たちのイメージ通りに世界を作り変えようとするウィルソン的理想主義に突き動かされている、という意見もある。

### 太陽政策への反対
太陽政策とは、韓国のリベラル派による北朝鮮に対してハト派的な外交政策であり、ドナルド・トランプも支持を表明しているが、リベラル派と保守派からなるワシントンの体制は彼らの政策に反対し、北朝鮮に対してよりタカ派的な姿勢を支持しており 、韓国のリベラル派との対立を招いている。
バラク・オバマはリベラル派であるにもかかわらず、太陽政策に反対し、「戦略的忍耐」という、よりタカ派的な外交政策を好んだ。
北朝鮮に対する敵対的外交アプローチによって、韓国のリベラル派は、北朝鮮との交渉においてよりトランザクショナルな性質を持つドナルド・トランプを外交的に好むようになった。しかし、より親米的な韓国の保守派は、リベラルホークなアプローチを支持している。2020年の米国大統領選挙では、「韓国のトランプ主義者」として知られるホン・ジュンピョがジョー・バイデンを支持した。韓国のメディアで「Kトランプ」と呼ばれるユン・ソンニョルは、ジョー・バイデンの対北朝鮮政策を擁護し、ドナルド・トランプと韓国のリベラル派の新たな太陽政策的アプローチに反対した。対照的に、韓国のリベラル派であるムン・ジェインとキム・オジュンはドナルド・トランプの太陽政策を支持した。

## リベラルホークの著名人

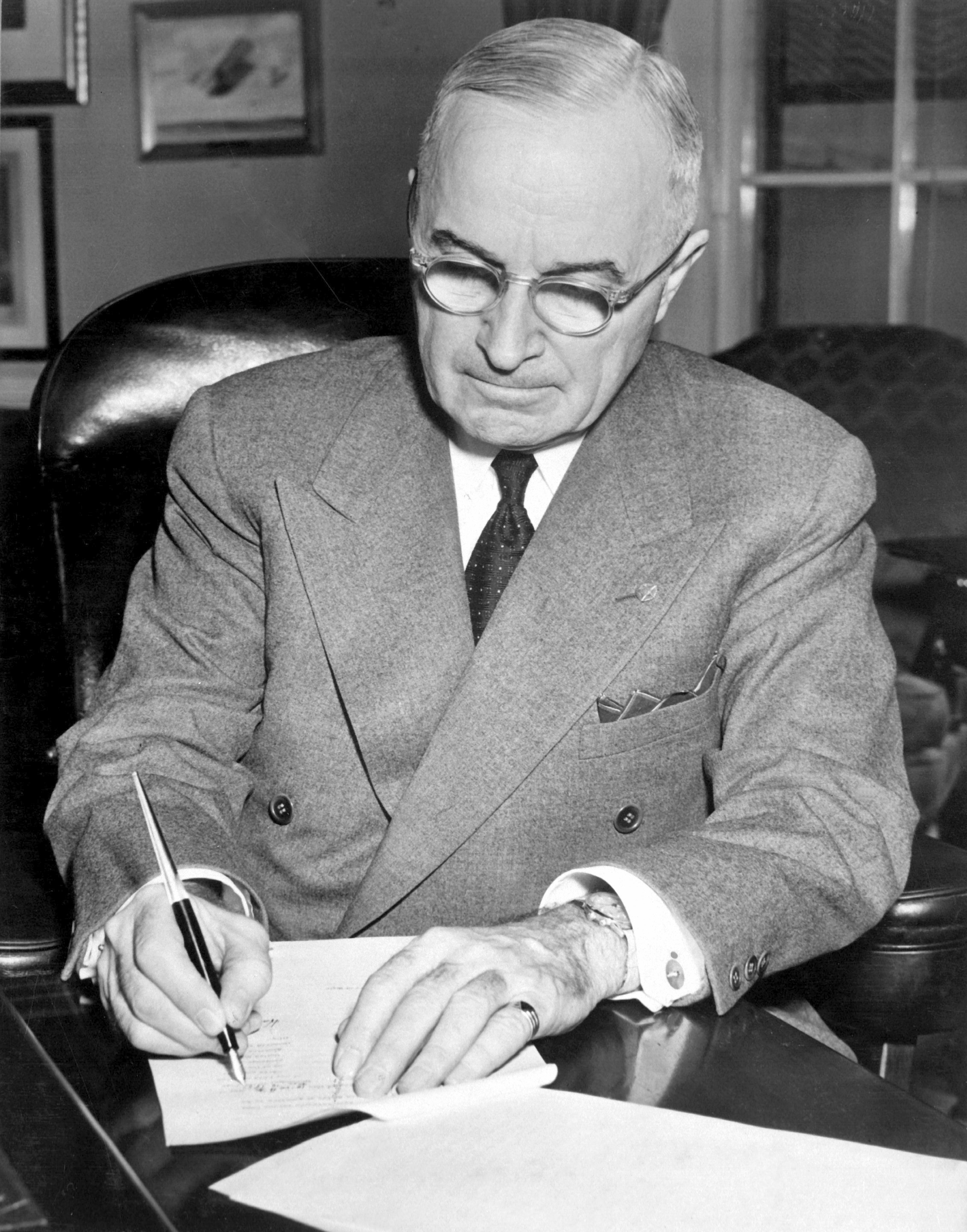
朝鮮戦争への参戦を開始する国家非常事態宣言に署名しているハリー・S・トルーマン

このリストには、リベラルホークと評されている人々も含まれている。

### 政治家
- ハワード・バーマン - 元カリフォルニア州下院議員[11]。
- ジョー・バイデン - 米大統領、2020年選出[12]

- トニー・ブレア – イギリス元首相[13][14]

- ベン・カーディン - メリーランド州選出連邦上院議員、元メリーランド州選出連邦下院議員[15]。

- ヒラリー・クリントン - 元アメリカ大統領夫人、元ニューヨーク連邦上院議員、元米国務長官、2008年民主党大統領候補、2016年民主党大統領候補[16][17][18]。
- ジョー・ドネリー - インディアナ州選出の元米下院議員・上院議員[19]。
- エリオット・エンゲル - 元ニューヨーク連邦下院議員[20]
- アル・ゴア - テネシー州選出元上院議員、元米国副大統領、2000年民主党大統領候補[21]。
- ジョシュ・ゴットハイマー - ニュージャージー州選出の連邦下院議員[22]。
- ジェーン・ハーマン - カリフォルニア州選出の元米下院議員[23]。
- マイケル・イグナティエフ - カナダ自由党元党首、ハーバード大学カー人権政策センター元教授[24]。
- ヘンリー・”スクープ”・ジャクソン - 1953年から1983年までワシントン州を代表したアメリカ合衆国上院議員[25][26]。
- ジョー・リーバーマン - コネチカット州選出の元上院議員、2000年民主党副大統領候補、2004年民主党大統領候補[27][28][29]。
- ツィピ・リブニ - イスラエルの元副首相、ハトヌア党創設者、外務大臣、法務大臣、野党党首[30]。
- ボブ・メネンデス - 元ニュージャージー州上院議員、元ニュージャージー州下院議員[31][32]。
- サム・ナン - ジョージア州選出の元上院議員（1972年～1997年）[33][34]。
- カーステン・シネマ - アリゾナ州選出上院議員、元アリゾナ州選出下院議員[35]。

### 政府関係者
- ジェイク・サリバン - 現米国国家安全保障顧問[36][37]。
- マデリーン・オルブライト - 元国連大使、元米国務長官[38]。
- ズビグニュー・ブレジンスキー - 元国家安全保障顧問、政治学者[39][40][41]。
- ケネス・ポラック - 元クリントン政権顧問、ブルッキングス研究所シニアフェロー[2]。
- サマンサ・パワー - 元国連大使[42]
- デニス・ロス[43]
- スーザン・ライス[44][45]
- マイケル・マクフォール - 元駐ロシア米国大使[46][47]。
- リチャード・ホルブルック - 元国連大使[48]
- ジェームズ・ウールジー - 元アメリカ合衆国海軍次官[49][50]。

### その他
- ロナルド・D・アスマス - アメリカ・ジャーマン・マーシャル基金の学者[2]
- ポール・バーマン - 『ディセント』と『ニュー・リパブリック』の寄稿編集者（リベラルホーク派の「哲人王」と評される）[2]。
- ジョナサン・チェイト - リベラルホークを自称[51]。
- ラリー・ダイアモンド - フーバー研究所シニアフェロー[2]
- トーマス・フリードマン[52]
- クリストファー・ヒッチェンス - イギリス系アメリカ人のジャーナリスト、エッセイスト、評論家、作家[53]
- フレッド・カプラン
- ビル・ケラー
- ジョージ・パッカー
- マイケル・トマスキー - ガーディアン・アメリカ編集者[2]
- ジェイコブ・ワイズバーグ
- ファリード・ザカリア[52]
- ベルナール＝アンリ・レヴィ
- ガルリ・カスパロフ